# Yury Rudov
Yury Rudov (n. 17 ianuarie 1931, Taganrog, RSFS Rusă, URSS – d. 26 martie 2013, Moscova, Rusia) a fost un scrimer ce a reprezentat Uniunea Republicilor Sovietice Socialiste, medaliat olimpic. A participat la 2 ediții ale Jocurilor Olimpice (1956, 1960) în care a câștigat o medalie de aur.